# Ayan ottomano
L'Ayan ottomano (in arabo plurale: a'yan أعيان; singolare: 'Ayn عين) era la classe dei notabili locali o dinastici ottomani dal XVI al XIX secolo che avevano diversi gradi di potere nelle città e nei distretti provinciali. L'Ayan aveva una significativa autonomia e persino una forza armata, ma non sfidava il governo centrale ottomano. Sebbene il titolo fosse assegnato solo ai musulmani, la sua funzione era laica. Gli ayan includevano "ricchi mercanti, capi di guarnigioni giannizzeri, capi di importanti corporazioni artigiane, coloro che avevano acquisito il diritto di riscuotere le tasse per il governo di Istanbul e coloro che supervisionavano la distribuzione della ricchezza generata e il mantenimento di pie doti." L'ascesa della classe ayan faceva parte della tendenza al decentramento nell'Impero ottomano che iniziò nel XVI secolo e arrivò a definire la struttura dell'Impero fino alla sua caduta all'inizio del XX secolo.

## Etimologia
Il termine o il titolo deriva dall'arabo che significa "una persona che detiene un'alta carica" o "persona di spicco", "eminente, noto, personaggio", che rappresenta un "notabile, dignitario, notabile".

## Ascesa degli ayan e significato
Gli ayan crebbero particolarmente in concomitanza con la struttura fiscale dell'iltizam (l'appalto ottomano della riscossione delle imposte). Prima di questo sistema, solo chi era vicino al Sultano aveva una capacità politica. Sotto il sistema del timariot, i governatori militari provinciali nominati dal Sultano riscuotevano le tasse e governavano i territori. Tuttavia, i governatori abusavano del loro potere relativamente incontrollato per accumulare ricchezza e influenza personali. Lo studioso Halil Inalcik descrive che nei secoli XVII e XVIII "...la lotta tra i governatori provinciali e l'amministrazione centrale emerse come il fenomeno più significativo di quel periodo". In risposta, il governo centrale concesse più potere e autonomia agli individui benestanti locali per sfidare i governatori.
Questa decisione garantiva, per la prima volta, l'accesso politico e al potere di coloro che erano al di fuori della cerchia ristretta del Sultano. Questo decentramento permise alla ricchezza di svolgere un ruolo più significativo nell'influenza e nel potere locali. L'autore Gabriel Piterberg osserva che "...la principale caratteristica sociale dei nascenti ayan era che erano di origine reaya (soggetti ottomani, non militari) e che la loro ascesa può essere vista come parte di un fenomeno più ampio [...] attraverso il quale le persone di origine reaya potevano entrare a far parte della classe askeri (esattori delle tasse, militari) dell'impero sin dal XVII secolo. Dal XVI secolo in poi, il governo centrale ottomano fece ripetuti sforzi per ricentralizzare l'Impero e, sebbene alcuni tentativi ebbero più successo di altri, nessuno fu in grado di eliminare completamente l'influenza locale detenuta dagli ayan.

## Ruoli economici nel sistema Iltizam
Il sistema fiscale dell'Iltizam consisteva nell'appalto delle riscossione delle imposte. L'Impero ottomano, invece di utilizzare le proprie risorse per riscuotere le tasse, assegnava i diritti di riscossione delle tasse al miglior offerente, che poteva trattenere i profitti dopo aver restituito una parte al governo centrale. Sebbene l'accesso a questi appalti avesse assunto forme diverse nel corso del periodo, gli ayan locali divennero i principali proprietari di questi diritti. Erano molto efficienti nell'inviare denaro a livello centrale (molto più dei governatori del precedente sistema timariot) e la loro natura locale diede loro una maggiore conoscenza della regione e un interesse acquisito nel suo successo.
Il ruolo di esattore delle tasse diede agli ayan uno status ancora maggiore nelle loro regioni. Tuttavia, le disposizioni aumentavano anche l'accesso del suddito medio ottomano ai sistemi politici ed economici. Spesso controllando vasti territori, gli ayan istituivano strutture gerarchiche al di sotto di loro per gestire il processo fiscale. Sebbene l'ayan dovesse essere musulmano, coloro che lavoravano in queste amministrazioni non lo erano. "I non musulmani, come ebrei, greci e armeni, anche se era loro vietato di detenere gli appalti fiscali, potevano fungere da finanziatori". Così, oltre a servire l'Impero come capi degli esattori delle tasse sotto il sistema Iltizam, l'ayan agiva anche come uno dei più importanti fornitori di mobilità sociale per i gruppi non musulmani nell'Impero.

## Responsabilità militari
Gli ayan divennero una classe d'élite terriera così potente che molti formarono i propri eserciti. Tecnicamente, questi eserciti erano al servizio del Sultano e potevano essere chiamati a combattere per l'Impero ottomano (cosa che spesso accadeva durante le numerose guerre ottomane nel XVII e XVIII secolo). Tuttavia, disponevano anche di una notevole libertà d'azione. "Mentre da un lato, erano vassalli militari del sultano, prestando servizio negli eserciti ottomani durante i periodi di guerra, dall'altro rimasero effettivamente autonomi nei loro distretti d'origine". Questi eserciti erano utilizzati principalmente per controllare e conquistare il territorio da altri notabili.

## Frustrazione della potere centrale
Sebbene gli ayan aiutassero il governo centrale a controllare il potere dei governatori, divennero rapidamente una fonte di grattacapi per il Sultano. Man mano che il loro potere e la loro influenza crescevano, iniziavano a minare il governo di Costantinopoli. Resistevano alle restrizioni imposte alla loro autorità. Ad esempio, spesso passavano gli appalti fiscali da una generazione all'altra invece di restituirli allo stato. Alcuni cessavano del tutto di inviare le entrate a Istanbul. Muhammad Ali Pascià fu in grado di gestire efficacemente l'Egitto come stato indipendente fino all'occupazione britannica. Altri utilizzarono i loro eserciti per ritagliarsi pezzi dell'indebolito impero ottomano e persino condurre campagne indipendentiste. Alla fine, il potere centrale ottomano non fu in grado di porre fine in modo permanente alla loro influenza. Mahmud II giustiziò alcuni ayan dissidenti e inviò minacce ad altri all'inizio del XIX secolo, il che portò una maggiore cooperazione, ma i notabili alla fine mantennero una qualche forma di controllo sull'Impero fino al crollo dell'Impero ottomano all'inizio del XX secolo.